# Medalha Olímpica Nobre Guedes
A Medalha Olímpica Nobre Guedes é um prémio atribuído anualmente pelo Comité Olímpico de Portugal (COP), para distinguir os desportistas portugueses que mais se destacaram pelos seus resultados alcançados. A designação da medalha é uma homenagem ao Eng.º Francisco José Nobre Guedes, presidente do COP entre 1957 e 1968.

## Lista de premiados
| Ano  | Nome                           | Modalidade             |
| ---- | ------------------------------ | ---------------------- |
| 1951 | Duarte Bello                   | Vela                   |
| 1952 | Rogério Tavares                | Tiro                   |
| 1953 | António José Conde Martins     | Vela                   |
| 1954 | Henrique Calado                | Equestre               |
| 1955 | José Manuel da Costa Pereira   | Andebol                |
| 1956 | Joaquim Mascarenhas Fiuza      | Vela                   |
| 1957 | Manuel Faria                   | Atletismo              |
| 1958 | Regina Veloso                  | Natação                |
| 1959 | Dália Cunha Sammer             | Ginástica              |
| 1960 | Mário Gentil Quina             | Vela                   |
| 1961 | Orlando Azinhais               | Esgrima                |
| 1962 | Pedro de Almeida               | Atletismo              |
| 1963 | Vitor Manuel Ferreira Fonseca  | Natação                |
| 1964 | Guy de Valle Flor Brito Chaves | Tiro                   |
| 1965 | António Pimenta da Gama        | Equestre               |
| 1966 | Manuel Figueiredo de Oliveira  | Natação                |
| 1967 | Dulce Gouveia                  | Natação                |
| 1968 | José Filipe Abreu              | Ginástica              |
| 1969 | Susana Abreu                   | Natação                |
| 1970 | Luís Grilo                     | Lutas Amadoras         |
| 1971 | José Manuel Costa Pedro        | Halterofilia           |
| 1972 | Maria Manuela Contreiras       | Ginástica              |
| 1973 | Carlos Lopes                   | Atletismo              |
| 1974 | Armando Marques                | Tiro com armas de Caça |
| 1974 | Hugo d'Assumpção               | Judo                   |
| 1975 | José Galvão                    | Atletismo              |
| 1975 | Rui Manuel Duarte Silva        | Lutas Amadoras         |
| 1976 | Maria Avelina Alvarez          | Ginástica              |
| 1977 | Rui Abreu                      | Natação                |
| 1977 | Hugo d'Assumpção               | Judo                   |
| 1977 | Joaquim Vieira                 | Lutas Amadoras         |
| 1978 | José Luís Abreu de Almeida     | Basquetebol            |
| 1979 | Raul Correia Dinis             | Halterofilia           |
| 1980 | Alexandre Yokochi              | Natação                |
| 1980 | Péricles Pinto                 | Atletismo              |
| 1981 | Rosa Mota                      | Atletismo              |
| 1982 | Francisco Coelho               | Halterofilia           |
| 1983 | Maria João Falcão              | Ginástica              |
| 1983 | Luís Barroso                   | Atletismo              |
| 1984 | José Pinto                     | Atletismo              |
| 1985 | Mário Rua                      | Tiro                   |
| 1986 | Ana Sousa                      | Tiro com Arco          |
| 1987 | Luís Ramos                     | Tiro com Armas de Caça |
| 1988 | José Garcia                    | Canoagem               |
| 1989 | Bernardo Marques Pinto         | Rugby                  |
| 1990 | Mário Silva                    | Atletismo              |
| 1991 | Vitor Hugo                     | Patinagem              |
| 1991 | Miguel Barroso                 | Pentatlo Moderno       |
| 1992 | Jorge Pereira                  | Trampolim              |
| 1993 | Albertina Dias                 | Atletismo              |
| 1994 | Fernanda Ribeiro               | Atletismo              |
| 1995 | Manuela Machado                | Atletismo              |
| 1995 | João Rodrigues                 | Vela                   |
| 1996 | Hugo Rocha / Nuno Barreto      | Vela                   |
| 1997 | Carla Sacramento               | Atletismo              |
| 1997 | Ticha Penicheiro               | Basquetebol            |
| 1998 | António Pinto                  | Atletismo              |
| 1999 | Paulo Guerra                   | Atletismo              |
| 1999 | Nuno Delgado                   | Judo                   |
| 2000 | Michel Almeida                 | Judo                   |
| 2001 | Carlos Calado                  | Atletismo              |
| 2001 | Catarina Rodrigues             | Judo                   |
| 2002 | Pedro Soares                   | Judo                   |
| 2003 | Gustavo Lima                   | Vela                   |
| 2004 | Francis Obikwelu               | Atletismo              |
| 2005 | Telma Monteiro                 | Judo                   |
| 2006 | Joaquim Videira                | Esgrima                |
| 2006 | Naide Gomes                    | Atletismo              |
| 2007 | Vanessa Fernandes              | Triatlo                |
| 2007 | Nelson Évora                   | Atletismo              |